# Lead (Dakota del Sud)
Lead és una població dels Estats Units a l'estat de Dakota del Sud. Segons el cens del 2000 tenia 3.027 habitants.

## Demografia
Segons el cens del 2000, Lead tenia 3.027 habitants, 1.279 habitatges, i 832 famílies. La densitat de població era de 587,3 habitants per km².
Dels 1.279 habitatges en un 33,2% hi vivien nens de menys de 18 anys, en un 47,8% hi vivien parelles casades, en un 12,4% dones solteres, i en un 34,9% no eren unitats familiars. En el 29,2% dels habitatges hi vivien persones soles l'11,8% de les quals corresponia a persones de 65 anys o més que vivien soles. El nombre mitjà de persones vivint en cada habitatge era de 2,35 i el nombre mitjà de persones que vivien en cada família era de 2,89.
Per edats la població es repartia de la següent manera: un 26,1% tenia menys de 18 anys, un 8,5% entre 18 i 24, un 30,2% entre 25 i 44, un 22,2% de 45 a 60 i un 13% 65 anys o més.
L'edat mediana era de 37 anys. Per cada 100 dones de 18 o més anys hi havia 96,8 homes.
La renda mediana per habitatge era de 29.485 $ i la renda mediana per família de 35.855 $. Els homes tenien una renda mediana de 25.958 $ mentre que les dones 18.841 $. La renda per capita de la població era de 15.726 $. Entorn del 10,7% de les famílies i el 12,9% de la població estaven per davall del llindar de pobresa.

## Poblacions més properes
El següent diagrama mostra les poblacions més properes.